# Il fiume stanco
Il fiume stanco (Weary River) è un film del 1929 diretto da Frank Lloyd.